# Gore Place
Als Gore Place (auch Governor Christopher Gore Mansion) wird ein ehemaliger Landsitz in Waltham im Bundesstaat Massachusetts der Vereinigten Staaten bezeichnet. Es wurde 1805 errichtet und 1970 in das National Register of Historic Places aufgenommen. Seit 1997 ist das heutige Museum als National Historic Landmark anerkannt.

## Beschreibung
Das Gore Place steht auf einem rund 31 ha großen Grundstück und wurde 1805 vom Gouverneur Christopher Gore errichtet, nach dem es bis heute benannt ist. Gore hatte einen Teil des Grundstücks bereits 1786 zur Nutzung als Sommerfrische erworben, jedoch brannte das dort stehende Holzhaus 1799 während eines London-Aufenthaltes der Familie vollständig ab, sodass er zusätzliches Land vom Bostoner Arzt Aaron Dexter hinzukaufte und zum Preis von 23.000 US-Dollar (heute ca. 635.000 Dollar) ein neues Wohnhaus mit 22 Zimmern errichten ließ. Die Familie Gore – vor allem Christophers Ehefrau Rebecca – arbeitete eng mit dem französischen Architekten Jacques-Guillaume Legrand zusammen, brachte aber auch viele eigene Entwürfe mit ein. Christopher Gore ließ sich bei der Gartengestaltung insbesondere von Humphry Repton inspirieren, der eine naturalistische Landschaftsgestaltung bevorzugte. Die 1935 zur Nachlassverwaltung gegründete Gore Place Society stützte sich bei ihren Restaurierungen des Gartens auf die originalen Pläne von Christopher Gore.

## Architektur

### Haupthaus

#### Außenbereiche
Das symmetrisch angelegte Hauptgebäude besteht aus einem zweieinhalb Stockwerke hohen Mittelteil sowie zwei beidseitig angeordneten Pavillons, die jeweils über ein eineinhalb Stockwerke hohes Mezzanin mit dem Mittelteil verbunden sind. Das Gebäude ist insgesamt rund 58 m lang, wobei der Mittelteil eine Grundfläche von ca. 21 m × 12 m belegt. Die Pavillons weisen jeweils Abmessungen von 9,8 m × 6,1 m auf. Die Mauerziegel wurden in Charlestown hergestellt und sind im Flämischen Verband verlegt.
Auf dem Walmdach des Mittelteils befindet sich ein achteckiger Aufbau, der als Lichtdurchlass und Belüftung dient. Die Mezzanine und Pavillons verfügen über Giebeldächer, die bei ersteren auf einer Ost-West-Achse und bei letzteren auf einer Nord-Süd-Achse ausgerichtet sind. Die ehemaligen Holzschindeln der Dächer wurden 1956 im Rahmen einer Erneuerung durch Schiefer aus Vermont ersetzt.
Vor dem fünf Joche breiten Mittelteil befindet sich auf der Nordseite eine Terrasse aus rotbraunem Sandstein, die früher als Aufsteighilfe diente. Seitlich davon befinden sich die beiden Haupteingänge.

#### Innenbereiche
Das Erdgeschoss des Mittelteils ist gemeinsam mit dem Ostflügel in Anlehnung an das typische English country house im Wesentlichen auf formale Empfänge ausgelegt. Im Westflügel befanden sich Serviceräume, im zweiten Stock die Privaträume des Eigners.
Galadiner wurden im Rittersaal abgehalten, dessen Marmorboden sich bis zu den beiden Eingangshallen erstreckt. Der knapp 5,20 m hohe Raum ist halbkreisförmig angelegt und verfügt über zwei Feuerstellen sowie drei Türen auf der Süd- bzw. drei raumhohe Fenster auf der Nordseite, die im geöffneten Zustand als Durchgänge zur Terrasse dienen. Die Raumhöhe erlaubte in Verbindung mit dem Marmorboden und den großen Fensteröffnungen eine effiziente Kühlung während der Sommermonate.
Gegenüber dem Rittersaal befindet sich der als Oval ausgestaltete Salon, der ebenfalls über eine Feuerstelle verfügt und über zwei Türen betreten werden kann. Östlich davon gibt es einen Empfangsraum, über den die beiden anderen Räume zugänglich sind. Die heutigen Tapeten im Salon und im Empfangszimmer sind Reproduktionen der französischen Originale der Gores. Östlich des Rittersaals liegt der formale Eingang, von dem aus eine Treppe in das Obergeschoss führt, die 1986 restauriert wurde.
Im Erdgeschoss des Ostflügels befinden sich ein ca. 9 m × 5,8 m großer Billardraum, in dem Gores übergroßer Billardtisch erhalten ist, sowie eine Bibliothek. Im Obergeschoss sind heute Ausstellungsräume des Museums untergebracht. Die Bibliothek erhält durch Lünettenfenster viel natürliches Licht und verfügt über eine Kaminumfassung, die aus dem ersten Gebäude gerettet werden konnte und einen Gesso-Greifen zeigt, der zu den ältesten in den Vereinigten Staaten zählt.
Im ersten Stock des Mittelblocks befinden sich im Norden zwei Schlafräume und ein Ankleidezimmer, im Süden ein weiterer Schlafraum mit Ankleidezimmer und ein Privatsalon der Familie. Im Westflügel, der den Bediensteten vorbehalten war, befand sich ursprünglich im Keller die Hauptküche. Dort, wo sich heute der Souvenirladen befindet, war früher eine Nebenküche eingerichtet.

### Remise
Die zweistöckige, 1793 errichtete Remise weist einen Grundriss von ca. 21,3 m × 12 m auf und verfügt analog zum Hauptgebäude ebenfalls über ein Walmdach. Der Bogen über der Durchfahrt wird durch eine Verdachung gebildet, in die ein Rundfenster eingelassen ist. Das Gebäude ist dreiteilig aufgebaut: Im westlichen Teil wurden die Kutschen aufbewahrt, im östlichen die Pferde in Stallungen untergebracht und angeschirrt sowie die Kutschen gereinigt, während eine mittig angeordnete Sattelkammer dafür sorgte, dass der Pferdegeruch von den Kutschen ferngehalten wurde. Der obere Stock diente vorwiegend als Heu- und Futterlager. Das Bauwerk wurde 1968 vom Eingangsbereich an seinen heutigen Standort versetzt, damit die Gore Street erweitert und Parkplätze geschaffen werden konnten. Vorausgegangen war eine entsprechende Enteignung seitens der Stadt Waltham. Heute befinden sich in dem Gebäude Besuchertoiletten und eine Catering-Küche.

### Bauernhaus
Das Bauernhaus wurde 1835 vom damaligen Eigentümer Theodore Lyman Jr. errichtet. Es stand ursprünglich inmitten von Feldern an der Waltham Street – der heutigen Niederlassung von Raytheon – und wurde 1963 an seinen heutigen Standort versetzt. Es ist zwei Stockwerke hoch und verfügt über einen Dachboden sowie einen voll ausgebauten Keller. Die beiden Kamine führen jeweils vier Entlüftungsrohre nach außen, um die insgesamt acht Feuerstellen des Hauses zu versorgen.
Aus dem Dach ragen auf der Vorder- und Rückseite jeweils zwei Dachgauben hervor. Die besondere Form und Neigung des Daches ist heute einzigartig in der Region.

## Historische Bedeutung

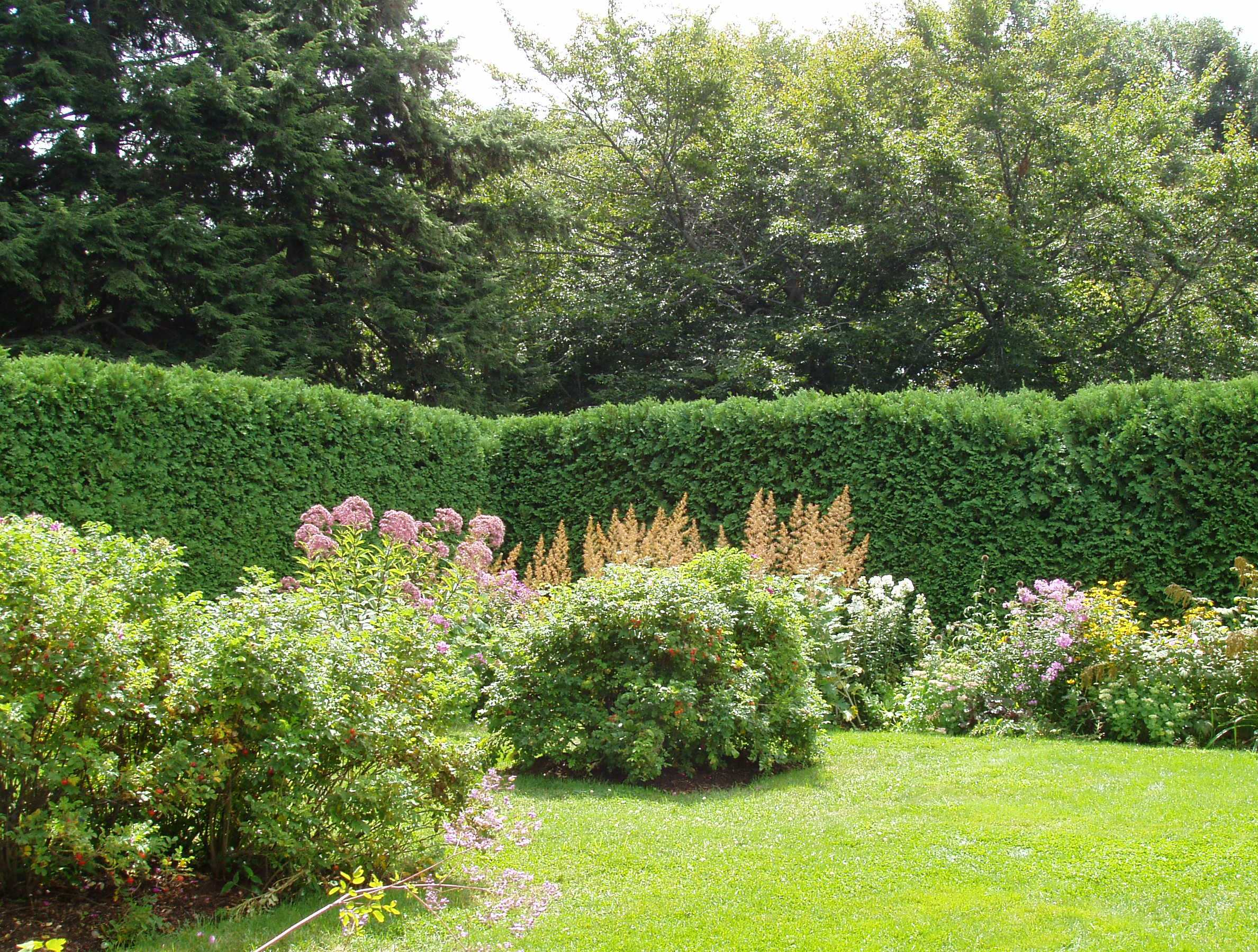
Gartenbereich des Gore Place

Das Gebäude diente ursprünglich als Landsitz für Christopher Gore, der in Neuengland als Anwalt, Veteran der Amerikanischen Revolution, Unterzeichner der Verfassung der Vereinigten Staaten, Gouverneur von Massachusetts (1809–1810) und Senator der Vereinigten Staaten (1813–1816) große Bekanntheit erlangte. Ein Teil des Grundstücks befand sich bereits seit 1786 im Familienbesitz.
Die explizite Auslegung des gesamten Westflügels für Bedienstete war einzigartig zu dieser Zeit und reflektiert die gestiegene Bedeutung von im Haus lebenden Angestellten zu Beginn des 19. Jahrhunderts. Viele Frauen der Ober- und teilweise auch Mittelschicht nahmen zunehmend die Hilfe von Bediensteten in Anspruch, was vor allem aus einem neuen Rollenverständnis der Frau im Haushalt resultierte. Während zuvor extern lebende Menschen lediglich für bestimmte Aufgaben wie Geburtshilfe oder Unterstützung bei der Wäsche engagiert wurden, ging der Trend nun zu dauerhaft im Haus des Auftraggebers wohnenden Angestellten, die immer mehr Aufgaben übernahmen und so der Dame des Hauses Freiräume für Tätigkeiten wie Kinderbetreuung, gemeinnützige Arbeiten und Besuche bei anderen Familien gaben.
Das heutige Museum zeigt anschaulich die Lebensbedingungen der Angestellten der Gore-Familie, zu denen auch einige Sklaven zählten. Ähnlich ausgerichtet sind die Museen Christian Heurich Mansion (Washington, D.C.), James J. Hill House (Minnesota), Pomona Hall (New Jersey), Glessner House (Illinois) und McFaddin-Ward House (Texas).
Erwähnenswert ist ebenfalls Robert Roberts, der als Butler für die Familie Gore arbeitete und während seiner dortigen Anstellung das Buch The House Servant’s Directory schrieb, in dem er Regeln und Richtlinien für Bedienstete kodifizierte. Es handelte sich im Jahr 1827 um das erste von einem Afroamerikaner geschriebene Buch in den Vereinigten Staaten, das mit dem Bostoner Verlag Monroe and Francis von einem etablierten Verlagshaus veröffentlicht wurde. Roberts beschreibt darin, wie sich Bedienstete gegenüber ihrem Arbeitgeber sowie anderen Angestellten zu verhalten haben und wie sie ihre Arbeiten am besten erledigen können. Roberts’ Buch war so erfolgreich, dass 1828 eine zweite Auflage gedruckt wurde.